# 루이스 카브랄
루이스 세베리누 드 알메이다 카브랄(포르투갈어: Luís Severino de Almeida Cabral, 1931년 4월 11일~2009년 5월 30일)은 기니비사우의 초대 대통령으로, 1980년 조앙 비에이라가 일으킨 쿠데타로 인해 축출되었다.

## 일생
루이스 카브랄은 1931년 포르투갈령 기니의 비사우에서 태어났다. 그는 카보베르데에서 초등 교육을 마쳤고, 당시 포르투갈령에 대해서도 공부를 하였다. 훗날 그는 회계사에서 일하였다.

## 독립 항쟁에서 정권을 잡기까지
1963년 카보베르데 기니비사우 독립 아프리카당은 포르투갈령 기니에서 포르투갈의 식민지배에 항쟁하기 시작했다. 1973년 형 아밀카르 카브랄이 코나크리에서 암살당했지만, 루이스는 동생으로서 카보베르데 기니비사우 독립 아프리카당의 당원들을 통솔하였다.
당시 기니비사우와 카보베르데가 포르투갈의 지배에서 벗어나기 위해 투쟁하고 있었다. PAIGC의 대표직은 아리스티드스 페레이라에게 넘어갔지만, 기니비사우 측은 루이스 카브랄을 지지했다.
1973년 기니비사우는 독립을 달성하였고, 루이스 카브랄은 대통령이 되었다. 그는 소련이나 동구권 국가 등 공산주의 국가들과 관계를 맺으며 사회주의를 표방했으나, 서구권과도 우호적인 관계를 유지했다. 하지만 과거 아밀카르 카브랄의 죽음으로 인해 당 내에서는 카보베르데계 정치인들을 꺼려하면서 그를 멸시하기도 했다.
이 와중에 경제 상황마저 악화되면서 결국 1980년 조앙 비에이라와 군부가 쿠데타를 일으켰고, 카브랄은 축출되고 말았다. 축출 후 그는 징역 13개월을 선고받았고, 후에 쿠바로 망명하였다. 1984년 포르투갈 정부가 가족과 함께 지내자는 것을 허용하면서 죽을 때까지 카브랄은 포르투갈에서 살게 되었다.
1999년 조앙 비에이라가 실각한 이후 19년 만에 조국을 방문하였고, 그 어떠한 경우라도 카보베르데 기니비사우 독립 아프리카당에 들어가지 않겠다는 의사를 표명했다.

## 역대 선거 결과
| 선거명           | 직책명              | 대수 | 정당                                  | 득표율 | 득표수    | 결과 | 당락 |
| ---------------- | ------------------- | ---- | ------------------------------------- | ------ | --------- | ---- | ---- |
| 1976-1977년 선거 | 기니비사우의 대통령 | 1대  | 기니비사우-카보베르데 아프리카 독립당 | 80.04% | 136,022표 | 1위  |      |

## 같이 보기
- 기니비사우의 역사